# Alexander Muñoz
Alexander Muñoz (ur. 8 lutego 1979 w Mirandzie) – wenezuelski bokser, były zawodowy mistrz świata organizacji WBA w kategorii junior koguciej (do 115 funtów).

## Kariera amatorska
Jako amator stoczył 172 walki. Wygrał 163 z nich (129 przez nokaut), przegrał tylko 9.

## Kariera zawodowa
Karierę zawodową rozpoczął w październiku 1998. Wygrał kolejno 21 walk (wszystkie zakończył przed czasem), a 9 marca 2002 został mistrzem świata WBA, pokonując przez techniczny nokaut w ósmej rundzie Celesa Kobayashi.
Swój tytuł obronił trzy razy. 3 grudnia 2004 stracił pas mistrzowski, przegrywając na punkty z tymczasowym mistrzem, Martinem Castillo (Muñoz dwukrotnie leżał na deskach).
W maju 2005 wygrał pojedynek eliminacyjny WBA z Julio Davidem Roque Lerem. Jednak w walce rewanżowej o mistrzostwo WBA z Castillo musiał po raz drugi uznać wyższość pięściarza z Meksyku (pojedynek zakończył się niejednogłośną decyzją sędziów na korzyść Castillo).
3 maja 2007 Muñozowi udało się w końcu odzyskać pas mistrzowski WBA, pokonując na punkty Nobuo Nashiro. 24 września 2007 pokonał na punkty Kuniyuki Aizawę.
Rok 2008 zaczął od zwycięstwa na punkty z byłym mistrzem świata organizacji WBC, Katsushige Kawashimą. 17 maja 2008 przegrał na punkty po niejednogłośnej decyzji sędziów pojedynek unifikacyjny z mistrzem świata WBC, Cristianem Mijaresem i stracił swój pas mistrzowski. Na ring powrócił po czternastu miesiącach w kategorii koguciej, odnosząc w lipcu i w listopadzie 2009 roku zwycięstwa na punkty z mało znanymi i słabszymi pięściarzami. W grudniu 2012 roku w walce o wakujący tytuł mistrza świata organizacji WBA w kategorii koguciej przegrał na punkty z Kōki Kamedą. Muñoz w ostatniej rundzie leżał na deskach, a wcześniej odebrano mu jeden punkt za nieczysto zadawane ciosy.